# Andrew Douglas (réalisateur)
 (mai 2012).
Si vous disposez d'ouvrages ou d'articles de référence ou si vous connaissez des sites web de qualité traitant du thème abordé ici, merci de compléter l'article en donnant les références utiles à sa vérifiabilité et en les liant à la section « Notes et références ».
Pour les articles homonymes, voir Andrew Douglas et Douglas.
Andrew Douglas est un réalisateur, producteur et scénariste américain[réf. nécessaire].

## Biographie
Andrew Douglas, après avoir travaillé comme photographe, se fait remarquer dans la publicité, sa capacité naturelle à créer et donner vie à ses travaux en font une valeur sûre dans le milieu artistique/professionnel.
C’est ainsi que le réalisateur et producteur Michael Bay lui donnera l’occasion de rafraichir le mythe de la célèbre maison d’Amityville. Ce choix pourrait étonner car Andrew Douglas est plus habitué à la publicité, même s'il a réalisé un documentaire en 2003. 
Sorti en grande pompe aux États-Unis en avril 2005 sur un parc de 3 323 écrans, le film séduit le public et se classe numéro 1 au box office pour son premier WE et cumule en fin de parcours plus de 65 millions de $. Au total le film a rapporté plus de 108 millions dans le monde pour un budget de 19 millions.
Plusieurs projets se sont présentés à lui après la sortie du film mais rien n’a été concrétisé, Andrew n’a plus rien tourné pendant 3 ans. C’est en 2008 qu’il a repris le travail en réalisant un court métrage. Mais par la suite viendra encore un passage à vide. Mais 2012 devrait lui faire revenir sur le devant de la scène[réf. nécessaire] avec un long métrage intitulé “You Want Me to Kill Him” écrit par Moke Walden. 

## Platinium Dunes
Andrew Douglas fait partie, tout comme Marcus Nispel, Dave Meyers et Samuel Bayer, de ces nouveaux réalisateurs lancés par Michael Bay et sa maison de production.

## Réalisateur
- 2003 : Searching for the Wrong-Eyed Jesus
- 2005 : Amityville (The Amityville Horror)
- 2008 : Miracle of Phil
- 2012 : You Want Me to Kill Him ?
- 2017 : Mindhunter (série TV) - 2 épisodes